# Полежански езера
Полежанските езера е езерна група от три езера в южната част на Северен Пирин, разположени в Южния Полежански циркус. Заобиколени са от върховете Полежан (2851 m) на север и Джангал (2730 m) на юг. Оттичат се чрез малък поток в най-северозападното езеро от групата на Банските езера. Трите езера са разположени под формата на равностранен триъгълник със страни 600 – 650 m.
Най-голямо е Долното Полежанско езеро разположено на 41°43′07″ с. ш. 23°29′58″ и. д. / 41.718611° с. ш. 23.499444° и. д., на 2466,0 m н.в. и е с площ от 12 дка. Има удължена форма от север на юг с размери 160 на 85 m. От запад и от север в него се вливат два потока изтичащи съответно от Средното и Горното езеро, а от южния му край изтича малка река вливаща се в най-северозападното езеро от групата на Банските езера.
На 600 m северозападно от Долното езеро, на 41°43′26″ с. ш. 23°29′37″ и. д. / 41.723889° с. ш. 23.493611° и. д. и 2705,6 m н.в. се намира Горното Полежанско езеро, разположено само на 200 m югозападно от връх Полежан. То има елипсовидна форма, като от северозапад на югоизток е дълго 100 m и широко до 50 m. То е най-високо разположеното езеро в Пирин, и второ по височина в България след Леденото езеро в Рила. През горещи лета пресъхва. оттича се чрез малък поток в Долното езеро.
На 650 m западно от Долното езеро, на 2650 m н.в. се намира Средното Полежанско езеро. То е най-малкото в групата и през лятото напълно пресъхва. Оттича се чрез малък поток в Долното езеро.
Най-високото езеро в България?
В повечето налични справочници се твърди, че Горното Полежанско езеро е с височина от 2710 м.н.в., което го прави и с 1 метър по-високо от Леденото езеро в Рила и съответно най-високото в България. Според едромащабната топографска карта 1:5000, номенклатура К-34-83-224 котата на водната повърхност на езерото е точно 2705,6 метра. Съществува и друга кота с височина 2709,9 метра, която обаче е на около 40 – 50 метра южно от самото езеро. За сравнение: точната височина на Леденото езеро в Рила е 2708,8 метра (номенклатура К-34-72-115). Дори да има известни колебания във водното ниво при двете езера, редно е да се приеме, че Леденото езеро е по-високо разположеното.